# 今川直房
今川 直房（いまがわ なおふさ）は、江戸時代前期の旗本。今川家13代当主。今川範以の子。江戸幕府に仕え、高家今川家初代当主となった。初名は範英（のりひで）。

## 生涯

### 高家就任
文禄3年（1594年）、今川範以の嫡子として京都に生まれる。
慶長12年（1607年）に父が病没し、母が公家の大炊御門経頼と再婚したため、兄弟とともに祖父・今川氏真に養育される。慶長16年（1611年）12月、江戸幕府2代将軍・徳川秀忠にはじめて拝謁する。
慶長18年（1613年）、大御所徳川家康が江戸城で越年した際に今川氏真はたびたび家康の元に出仕していたが、その際に祖父に同行している。翌年、祖父が死去したため、その家禄500石を継ぐ。
寛永10年（1633年）12月には江戸参府中の知恩院門跡良純法親王の接待を行っており、この頃までには高家の職務を果たしていたと考えられる。
寛永11年（1634年）6月9日には仰せを受け、3代将軍・徳川家光の上洛の先発として京都に赴く。寛永13年（1636年）4月に家光が日光東照社に参詣した際には吉良義冬とともに衣紋の役を勤めた。同年12月29日に従五位下・侍従に叙任され（のち刑部大輔兼任）、将軍が出御する際の衣紋の役・太刀の役、公卿・門跡が江戸に参府した際の接待役、京都御所への使節や伊勢神宮・日光東照社（東照宮）への代参使など、高家としての職務をこなしている。

### 東照大権現宮宣下
元和2年（1616年）、徳川家康の死去にともない、朝廷は家康に東照大権現の神号を宣下していたが、家光は宮号宣下を朝廷に求めた。正保2年（1645年）、直房は大老・酒井忠勝とともに使者となり、武家伝奏の菊亭経季と交渉した結果、宣下が実現することとなり、同年12月3日に「東照宮」の宮号が宣下された。
直房が10月17日に江戸に帰還して交渉が成功したことの報告を行うと、この功績によって家光から武蔵多摩郡井草村（のち上井草村、下井草村に分かれる。現：東京都杉並区井草、今川など）、上鷺宮村（現在：東京都中野区上鷺宮など）、豊島郡中村（現：東京都練馬区中村）の3か村500石を加増され、今川家の家禄は近江国野洲郡長島村（現：滋賀県野洲市長島）の500石と併せて1,000石となった。
直房は4代将軍徳川家綱の代にも活躍し、承応2年（1653年）10月28日には左近衛少将に任ぜられた。万治4年（1661年）1月、大火で御所が炎上したことの見舞いとして上洛したのが最後の京都御使となった。同年（5月に改元し寛文元年）11月24日死去、享年68。市谷の長延寺（現在は、東京都杉並区和田に移転）に葬られた。

### 高家今川家の祖
鎌倉時代・室町時代も含めた今川氏歴代の中で、左近衛少将に昇ったのは直房だけである。直房は今川氏中興の祖として子孫から崇められ、命日には一族が集まって直房を偲んだという。
また、姉（妹ともいう。大友義親の妻で、夫の死後剃髪）とともに、祖父氏真・母利正院の墓を自らの知行地である井草村の観泉寺（現：東京都杉並区今川）に移し、観泉寺の開基を氏真として今川家代々の菩提寺とした。直房は氏真の弟一月長得が修行した長延寺の開基となっており、高家今川家代々の当主は長延寺に葬られている。

## 系譜
『寛政重修諸家譜』によると、実子は3男2女である。嫡男範明と二男範興が早世したため、妹の孫、すなわち大甥にあたる氏堯（岡山弥清の子）に家督を継がせた。
父母
- 父：今川範以
- 母：利正院（吉良義安の娘）

妻
- 正室：立花宗茂養女
筑後柳河藩の家老矢島重成の長女・菜緒であるが、藩主立花宗茂の養女となった。延宝6年（1678年）8月6日に没し、観泉寺に葬られた。

兄弟姉妹
- 娘（不詳）
- 西尾以庸
- 娘（大友義親室）
- 娘（吉良義弥室）

子女
- 今川範明
左京。慶安元年閏正月4日死去[4]。
- 今川範興
五郎。慶安2年6月16日に早世[4]。
- 娘（大久保忠高室）
承応3年6月15日没。忠高との子源三郎（寛文3年10月19日没）とともに観泉寺に葬られた[4]。
- 養子：今川氏堯
- 某（不詳）
- 娘（松平勝広室）
松平勝広は松平重長の子で、叔父にあたる上総国佐貫藩主松平勝隆の養嗣子であったが、家督は継がなかった。なお、勝広に代わって勝隆の養嗣子となった松平重治は、品川高如（直房の従弟）の子である。